# GEPetrol
A GEPetrol - Guinea Ecuatorial de Petróleos é a empresa petrolífera nacional de propriedade do governo da Guiné Equatorial.

## Histórico
A empresa foi fundada em fevereiro de 2002 após decreto presidencial. A empresa se reporta ao Ministério de Minas, Indústria e Energia, tendo sua sede em Malabo.
Em maio de 2002, abriu uma representação em Londres.
No ano de 2003 , foi assinado o Contrato de Concessão do Porto Livre de Luba entre a GEPetrol, o Luba Freeport e o Governo da Guiné Equatorial, transformando-o numa base logística de serviços petrolíferos no Golfo da Guiné. 
No mesmo ano, a GEPetrol participou da criação da Bolsa de Valores Mobiliários CEMAC (BVMAC) com sede em Libreville, Gabão.
Em 2003, foi descoberto condensado de gás no Bloco O, operado pela Noble Energy, como resultado da Rodada de Licitações da GEPetrola.
A partir de 2004, foi iniciada construção da planta de liquefação de gás natural (GNL) em Punta Europa, em projeto financiado por GEPetrol, Marathon, Mitsui e Marubeny.
No ano de 2005, foi anunciada a descoberta de petróleo bruto no Bloco P, licitado pela GEPetrol em 2003, e operado pela Devon Energy. No mesmo ano, foi criada a Companhia Nacional de Gás (SONAGAS) para gerir e controlar o interesse da Guiné Equatorial no setor de gás natural.
Em 2007, foi criada a GEPetrol Seguros.

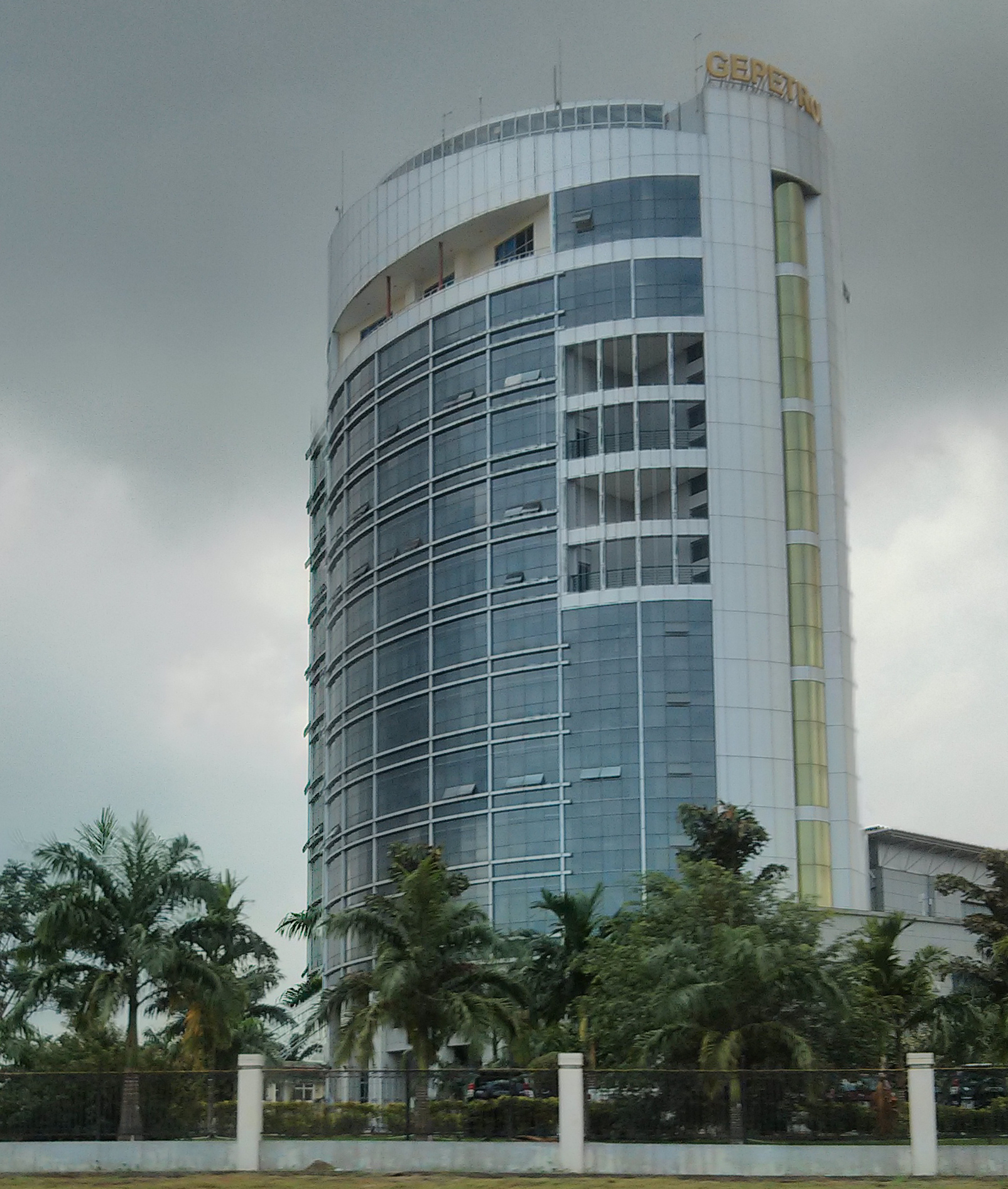
Sede da GEPetrol em Malabo.

Em Junho de 2007, a GEPetrol se tornou operadora pela primeira vez num bloco exploratório (Bloco P). Em março de 2008, a companhia adquiriu o Bloco C, devido à saída da Repsol YPF.
Em 2013, o Campo de Gás e Condensado de Alen entrou em produção, tendo sido este o segundo Campo em que a GEPetrol tinha participação ativa no Contrato de Participação na Produção (CPP).
Em Outubro de 2017, a Kosmos Energy assinou três contratos de partilha de produção com a Guiné Equatorial para os blocos offshore EG-21, S e W.  Ao abrigo do contrato, a Kosmos deterá uma participação de 80% em cada bloco, enquanto uma GEPetrol nacional deterá a participação restante. 
Em Setembro de 2018, dois antigos executivos petrolíferos da SBM Offshore foram condenados à prisão e multados por envolvimento num esquema internacional de suborno que envolvia funcionários da GEPetrol e de várias outras empresas petrolíferas estatais. 